# Gran Cuenca

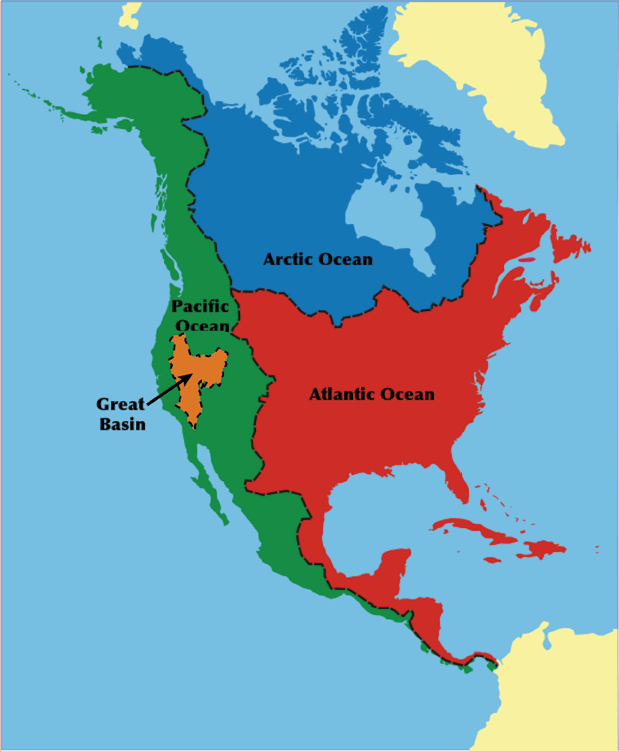
Cuencas de desagüe de los ríos de Norteamérica con la Gran Cuenca en naranja.

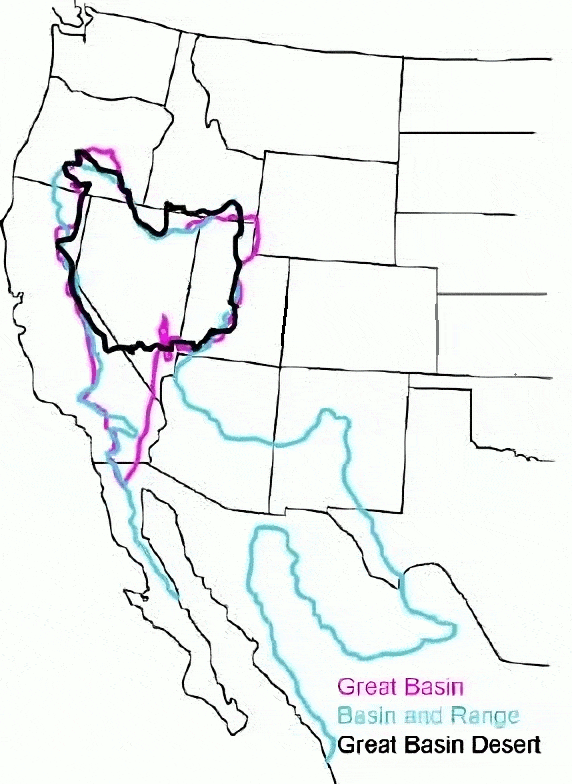
Distintos ámbitos: en morado, la Gran Cuenca hidrográfica; en azul, la topografía (cuenca y cordillera); en negro, la cuenca biológica.

La Gran Cuenca (del inglés: Great Basin) es la mayor área de cuencas endorreicas contiguas de Norteamérica. Es característica por su clima árido que varía desde el punto más bajo de Norteamérica en la Cuenca Badwater (California) hasta el punto más alto de los Estados Unidos contiguos, el Monte Whitney, distanciándose estos dos lugares menos de 160 km. Limita con la Sierra Nevada, al oeste, y la cordillera Wasatch (un ramal de las Montañas Rocosas) al este. La región abarca varias divisiones fisiograficas, biomas/ecorregiones y desiertos.
La Gran Cuenca tiene varias cordilleras menores paralelas que corren en dirección N-S y entre ellas hay bastantes salares y lagos salados someros muy alcalinos; el clima es muy seco y continental. Geológicamente, la región incluye los desiertos de Mojave y Sonora.
Administrativamente, la Gran Cuenca comprende la mayoría del estado de Nevada, la mitad occidental de Utah y partes de California, Idaho, Oregón y Wyoming.

## Descripción
Los límites de la región dependen de cómo se defina:
- «Gran Cuenca» (Great Basin), la más común, una región de cuencas hidrográficas endorreicas contiguas, localizadas aproximadamente entre la cordillera de Wasatch y Sierra Nevada;
- «Desierto de la Gran Cuenca» (Great Basin Desert), de la que se considera como cuestión característica las especies de plantas, y comprende un área un poco diferente (y más pequeña);
- «Área de la Cultura de la Gran Cuenca» (Great Basin Culture Area), el hogar de varias tribus shoshone de la Gran Cuenca, un área que se extiende más al norte y al este de la cuenca hidrográfica;
- «Provincia Cuenca y Cordillera» (Basin and Range Province), es una región geológica que es la más reconocible en la Gran Cuenca y que se extiende hasta bien entrados los desiertos de Sonora y Mojave.

La Gran Cuenca comprende unos 520.000 km² de mesetas intermontanas y, desde el punto de visto hidrográfico, no es una única cuenca sino más bien una serie de cuencas hidrográficas contiguas, que están limitadas por otras cuencas: al oeste, por las cuencas del sistema fluvial río Sacramento-río San Joaquín y la cuenca del río Klamath; al norte, por la cuenca del sistema fluvial río Columbia-río Snake; y, al sur y al este, por la cuenca del sistema fluvial río Colorado-río Verde. 
Las cuencas hidrográficas más importantes que en conjunto forman la Gran Cuenca son las siguientes:
- en Nevada: los valles Big y Little Smoky, Diamond, Dixie, Dry Lake, Gabbs, Granite Springs, Hot Creek, Long Valley, Monitor, Newark, Railroad, Ralston, Ruby, Sand Spring, Soda Spring, Spring, Steptoe, Stone Cabin y Tikaboo; Cactus Flat y Sarcobatus Flat; el lago Winnemucca (antiguamente parte del lago Pirámide);

- en Nevada/California: el lago Crowley, el lago Honey, el lago Massacre, el lago Mono, el lago Pirámide (que drena a su vez el lago Tahoe vía río Truckee) y lago Walker; los valles de Eureka, Fish, Ivanpah, Pahrump y Surprise; el desierto de Smoke Creek; Carson Sink y Madeline Plains;

- en Nevada/Oregón: el desierto de Black Rock y los lagos Continental, Guano y Alvord;

- en Nevada/California/Oregón: el lago Warner;

- en Nevada/Utah: el desierto de Great Salt Lake y el desierto de Escalante; los valles de Hamlin y Snake; los arroyos Pilot y Thousand Springs;

- en Utah: los valles de Pine, Rush, Skull, Tooele y Tule; el río Beaver, el lago Sevier y las bocas del Humboldt (que drenan el río Humboldt, el río más largo de la Gran Cuenca);

- en Utah/Idaho: el valle de Curlew;

- en Utah/Idaho/Wyoming: el Gran Lago Salado —alimentado por varios ríos, como el río del Oso, el río Jordan y el río Weber— y el río Snake;

- en California: los lagos Buena Vista, Elsinore, Eagle, Owens y Tulare (drenaje del río the Kings); el valle Saline;

- en California/Oregón: el río Lost, el arroyo Butte y el lago Goose;

- en Oregón: la cuenca Harney y los lagos Summer, Silver y Abert.

- Datos: Q966943
- Multimedia: Great Basin (United States) / Q966943